# Lijst van gemeentelijke monumenten in Den Haag/Loosduinen

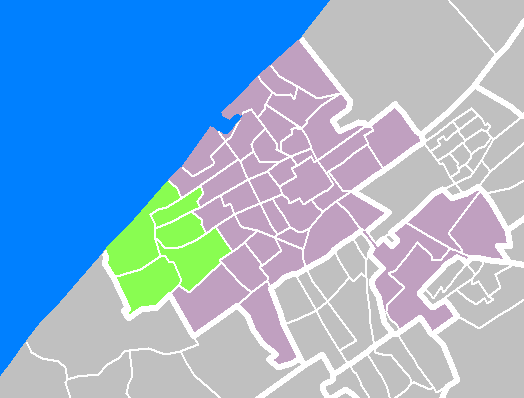
Loosduinen

Het stadsdeel Loosduinen in Den Haag kent 25 gemeentelijke monumenten; hieronder een overzicht.

## Bohemen en Meer en Bos
De wijk Bohemen en Meer en Bos kent 4 gemeentelijke monumenten:
| Object                                                                                                 | Bouwjaar  | Architect                        | Locatie                           | Coördinaten                  | Nr.        | Afbeelding                                                                    |
| --- | --------- | -------------------------------- | --------------------------------- | ---------------------------- | ---------- | ----------------------------------------------------------------------------- |
| Voormalige hoeve “Berg en Dal” bestaande uit een T-huisboerderij en waterpomp                          | 17e-eeuws |                                  | Daal en Bergselaan 11             | 52° 4' 21" NB, 4° 14' 59" OL | 0518/WN908 | Voormalige hoeve “Berg en Dal” bestaande uit een T-huisboerderij en waterpomp |
| Twee traditioneel vormgegeven bouwblokken met portiekwoningen in Wederopbouw stijl                     | 1950-1952 | Blankespoor en De Vries          | Dotterbloemlaan 48 - 88; 51 - 105 | 52° 4' 12" NB, 4° 14' 17" OL | 0518/WN208 | Meer afbeeldingen                                                             |
| Complex bestaande uit vier, tussen binnentuinen gesitueerde langwerpige woonflats in Wederopbouw stijl | 1954      | Musegaas, H., Schothorst, Joh.A. | Ridderspoorweg 180 - 282          | 52° 4' 8" NB, 4° 14' 45" OL  | 0518/WN209 | Meer afbeeldingen                                                             |
| Complex bestaande uit vier, tussen binnentuinen gesitueerde langwerpige woonflats in Wederopbouw stijl | 1954      | Musegaas, H., Schothorst, Joh.A. | De Savornin Lohmanlaan 3 t/m 105  | 52° 4' 8" NB, 4° 14' 43" OL  | 0518/WN207 | Meer afbeeldingen                                                             |

## Kijkduin
De wijk Kijkduin kent 4 gemeentelijke monumenten:
| Object | Bouwjaar | Architect | Locatie                      | Coördinaten                  | Nr.        | Afbeelding |
| --- | -------- | --------- | ---------------------------- | ---------------------------- | ---------- | --- |
| Cluster van drie vrijstaande traditionele houten eengezinswoningen, gebouwd als montagewoningbouw met traditionele houtskeletbouw afkomstig uit Oostenrijk  | 1948     |           | Katwijkselaan 63 en 65       | 52° 4' 5" NB, 4° 13' 27" OL  | 0518/WN903 | Cluster van drie vrijstaande traditionele houten eengezinswoningen, gebouwd als montagewoningbouw met traditionele houtskeletbouw afkomstig uit Oostenrijk  |
| Cluster van negen vrijstaande traditionele houten eengezinswoningen, gebouwd als montagewoningbouw met traditionele houtskeletbouw afkomstig uit Oostenrijk | 1948     |           | Meer en Boslaan 112 en 114   | 52° 4' 10" NB, 4° 13' 36" OL | 0518/WN905 | Cluster van negen vrijstaande traditionele houten eengezinswoningen, gebouwd als montagewoningbouw met traditionele houtskeletbouw afkomstig uit Oostenrijk |
| Cluster van negen vrijstaande traditionele houten eengezinswoningen, gebouwd als montagewoningbouw met traditionele houtskeletbouw afkomstig uit Oostenrijk | 1948     |           | Scheveningselaan 155 t/m 167 | 52° 4' 10" NB, 4° 13' 38" OL | 0518/WN906 | Upload foto |
| Cluster van drie vrijstaande traditionele houten eengezinswoningen, gebouwd als montagewoningbouw met traditionele houtskeletbouw afkomstig uit Oostenrijk  | 1948     |           | Zandvoortselaan 140          | 52° 4' 6" NB, 4° 13' 26" OL  | 0518/WN904 | Cluster van drie vrijstaande traditionele houten eengezinswoningen, gebouwd als montagewoningbouw met traditionele houtskeletbouw afkomstig uit Oostenrijk  |

## Kraayenstein en Vroondaal
De wijk Kraayenstein en Vroondaal kent 1 gemeentelijk monument:
| Object                    | Bouwjaar | Architect   | Locatie                | Coördinaten                  | Nr.        | Afbeelding                |
| ------------------------- | -------- | ----------- | ---------------------- | ---------------------------- | ---------- | ------------------------- |
| Voormalige theeschenkerij | 1935     | Kraan, A.T. | Johanna Triebelspad 10 | 52° 2' 42" NB, 4° 12' 23" OL | 0518/WN884 | Voormalige theeschenkerij |

## Loosduinen
De wijk Loosduinen kent 5 gemeentelijke monumenten:
| Object                                                                     | Bouwjaar   | Architect                  | Locatie                    | Coördinaten                  | Nr.        | Afbeelding                     |
| -------------------------------------------------------------------------- | ---------- | -------------------------- | -------------------------- | ---------------------------- | ---------- | ------------------------------ |
| Gedenkmonument jonkheer Mr. D.R. Gevers-Deynoot, in Neo-Lodewijk XVI stijl | 1877       | Brink, H.J. van den        | Burgemeester Françoisplein | 52° 3' 15" NB, 4° 14' 36" OL | 0518/WN617 | Meer afbeeldingen              |
| RK O. L. Vrouw Hemelvaartkerk in neogotiek stijl                           | 1880-1881  | Margry, E.J.               | Loosduinse Hoofdstraat 4   | 52° 3' 18" NB, 4° 14' 30" OL | 0518/WN620 | Meer afbeeldingen              |
| Pastorie in neogotiek stijl                                                | 1880-1881  | Margry, E.J.               | Loosduinse Hoofdstraat 6   | 52° 3' 17" NB, 4° 14' 29" OL | 0518/WN621 | Pastorie in neogotiek stijl    |
| Villa in neo-renaissance stijl                                             | 1896       |                            | Loosduinse Hoofdstraat 101 | 52° 3' 18" NB, 4° 14' 25" OL | 0518/WN619 | Villa in neo-renaissance stijl |
| Trafozuil                                                                  | circa 1950 | Joh. Kroon Lood/Zinkwerken | Loosduinse Hoofdstraat     | 52° 3' 15" NB, 4° 14' 21" OL | 0518/WN618 | Trafozuil                      |

## Ockenburgh
De wijk Ockenburgh kent 6 gemeentelijke monumenten:
| Object                                                                                        | Bouwjaar        | Architect                              | Locatie                                                | Coördinaten                  | Nr.        | Afbeelding                                   |
| --------------------------------------------------------------------------------------------- | --------------- | -------------------------------------- | ------------------------------------------------------ | ---------------------------- | ---------- | -------------------------------------------- |
| Voormalige portierswoning in chaletstijl                                                      | circa 1889      |                                        | Monsterseweg 2                                         | 52° 3' 4" NB, 4° 13' 30" OL  | 0518/WN887 | Voormalige portierswoning in chaletstijl     |
| Voormalig boswachtershuis in neogotiek stijl                                                  | 1848            |                                        | Monsterseweg 162                                       | 52° 2' 50" NB, 4° 12' 54" OL | 0518/WN598 | Voormalig boswachtershuis in neogotiek stijl |
| Voormalig landhuis Ockenrode met portierswoning in een aan het classicisme verwante bouwstijl | 1916            | Berg, P. van den                       | Monsterseweg 172 en 194                                | 52° 2' 58" NB, 4° 12' 42" OL | 0518/WN886 | Upload foto                                  |
| Crematorium in wederopbouw stijl                                                              | 1964-1967       | Meijsen, M.J.M., Wils, J.              | Ockenburghstraat 21                                    | 52° 3' 15" NB, 4° 13' 33" OL | 0518/WN889 | Upload foto                                  |
| Aula bij Begraafplaats Westduin                                                               | 1938-1940; 1965 | Gemeente Werken 's-Gravenhage, Pet, A. | Wijndaelersingel 3-5 (voorheen Ockenburghstraat 25-27) | 52° 3' 28" NB, 4° 13' 33" OL | 0518/WN892 | Upload foto                                  |
| Voormalig wachtlokaal Vliegveld Ockenburg                                                     | 1936            | Pet, A.                                | Wijndaelerweg 5 t/m 9                                  | 52° 3' 29" NB, 4° 13' 17" OL | 0518/WN599 | Meer afbeeldingen                            |

## Waldeck
De wijk Waldeck kent 5 gemeentelijke monumenten:
| Object | Bouwjaar   | Architect      | Locatie                   | Coördinaten                  | Nr.        | Afbeelding |
| --- | ---------- | -------------- | ------------------------- | ---------------------------- | ---------- | --- |
| RK Pastoor van Arskerk in Structuralisme stijl | 1963-1969  | Eyck, A.E. van | Aaltje Noordewierstraat 4 | 52° 3' 43" NB, 4° 13' 53" OL | 0518/WN729 | Meer afbeeldingen |
| Voormalige dienstwoning van “Geneeskundig Gesticht voor Krankzinnigen Oud-Rosenburg”, gebouwd langs de oprijlaan van landgoed Oud-Rosenburg                | circa 1910 |                | Kiwistraat 30             | 52° 3' 37" NB, 4° 15' 14" OL | 0518/WN898 | Voormalige dienstwoning van “Geneeskundig Gesticht voor Krankzinnigen Oud-Rosenburg”, gebouwd langs de oprijlaan van landgoed Oud-Rosenburg                |
| Voormalige dienstwoning van “Geneeskundig Gesticht voor Krankzinnigen Oud-Rosenburg”, gebouwd langs de oprijlaan van landgoed Oud-Rosenburg                | 1927       | Ouendag, B.J.  | Kiwistraat 32             | 52° 3' 37" NB, 4° 15' 13" OL | 0518/WN897 | Voormalige dienstwoning van “Geneeskundig Gesticht voor Krankzinnigen Oud-Rosenburg”, gebouwd langs de oprijlaan van landgoed Oud-Rosenburg                |
| Voormalige dienstwoning in chaletstijl van “Geneeskundig Gesticht voor Krankzinnigen Oud-Rosenburg”, gebouwd langs de oprijlaan van landgoed Oud-Rosenburg | 1909-1910  |                | Kiwistraat 36             | 52° 3' 36" NB, 4° 15' 11" OL | 0518/WN895 | Voormalige dienstwoning in chaletstijl van “Geneeskundig Gesticht voor Krankzinnigen Oud-Rosenburg”, gebouwd langs de oprijlaan van landgoed Oud-Rosenburg |
| Voormalige dienstwoning van “Geneeskundig Gesticht voor Krankzinnigen Oud-Rosenburg”, gebouwd langs de oprijlaan van landgoed Oud-Rosenburg                | circa 1910 |                | Kiwistraat 43             | 52° 3' 38" NB, 4° 15' 9" OL  | 0518/WN899 | Voormalige dienstwoning van “Geneeskundig Gesticht voor Krankzinnigen Oud-Rosenburg”, gebouwd langs de oprijlaan van landgoed Oud-Rosenburg                |